# Araneus lixicolor
Araneus lixicolor là một loài nhện trong họ Araneidae.
Loài này thuộc chi Araneus. Araneus lixicolor được Tord Tamerlan Teodor Thorell miêu tả năm 1895.